# Toni Jurjev
Toni Jurjev (ur. 30 listopada 1973 w Szybeniku) – chorwacki piłkarz występujący na pozycji bramkarza.

## Życiorys
Swoją karierę zaczynał w klubie HNK Šibenik, w którym występował do 1997 roku. Wtedy to przeszedł do NK Zadar. Po dwóch sezonach powrócił do HNK Šibenik, jednakże już rok później przeniósł się do bośniackiego Zrinjski Mostar. Grał tam przez pół roku, a następnie wyjechał do Belgii, gdzie podpisał kontrakt z KRC Harelbeke. W 2002 roku został zawodnikiem polskiego Ruchu Chorzów, który opuścił po jednym sezonie.